# Gloria de Cuapa
Gloria de Cuapa är en ort i Mexiko.   Den ligger i kommunen Juan Rodríguez Clara och delstaten Veracruz, i den sydöstra delen av landet, 400 km öster om huvudstaden Mexico City. Gloria de Cuapa ligger 114 meter över havet och antalet invånare är 110.
Terrängen runt Gloria de Cuapa är platt. Runt Gloria de Cuapa är det ganska glesbefolkat, med 27 invånare per kvadratkilometer. Närmaste större samhälle är Juan Rodríguez Clara, 10,1 km norr om Gloria de Cuapa. Trakten runt Gloria de Cuapa består till största delen av jordbruksmark.